# 羅基里普 (印地安納州)
羅基里普（英語：Rocky Ripple）是一個位於美國印地安納州馬里昂縣的城鎮。

## 人口
根據2010年美國人口普查的數據，羅基里普的面積為0.78平方千米，當中陸地面積為0.78平方千米，而水域面積為0.00平方千米。當地共有人口606人，而人口密度為每平方千米777人。